# Enrique Gonino
Enrique Gonino, nacido el 13 de noviembre de 1915, La Plata, fallecido el 5 de marzo de 2003, fue un pintor, investigador, escritor, profesor y gestor cultural de argentino. Fundador del Museo Municipal de La Plata (Mumart) que fue creado por ordenanza 2457, el 25 de septiembre de 1959.
Realizó numerosos viajes alrededor del mundo, en una oportunidad en una moto y en otra en un vehículo parecido a una camioneta acondicionada para realizar viajes largos por el continente europeo. En el Museo Municipal de la Plata se presentó la muestra “El legado del barrio”, en homenaje a Enrique Gonino quien fuera ganador de importantes premios y reconocimientos.

## Familia
Su familia era humilde y desde niño se dedicó a la lectura y a la pintura en forma autodidacta.
Existe una biblioteca con su nombre como homenaje ubicada en el Barrio Meridiano V de La Plata, la Biblioteca Popular Enrique Gonino.

## Libros
- Amicus Pietro (1997).[5]